# The Automatic
The Automatic is een Britse rockband uit Cardiff (Wales), ontstaan in 2002. Ze beschrijven hun geluid als electro-disco-metal-rock.

## Geschiedenis
De band zat gedurende hun eerste twee albums bij het platenlabel B-Unique Records, het label waar ook Kaiser Chiefs hun muziek uitbrengt. Voor Tear the Signs down richtte de band zijn eigen platenlabel op, Armoured Records.
De single Monster haalde in de zomer van 2006 de vierde plaats in de Britse hitparade. In het najaar van 2006 werd dit nummer ook een hit in Nederland (onder andere 3FM Megahit). Nummers zoals Steve McQueen en Interstate werden internationaal wel hits, maar wisten de Nederlandse lijsten niet te bereiken.

## Bandleden
- Robin Hawkins - leadzang, basgitaar
- James Frost - gitaar, zang
- Alex Pennie - synthesizer/keyboards, percussie, zang (verliet de band eind 2007)
- Iwan Griffiths - drums
- Paul Mullen - synthesizer/keyboards, gitaar, zang

## Discografie

### Albums
- Not Accepted Anywhere (juni 2006)
- This Is a Fix (augustus 2008)
- Tear the Signs Down (februari 2010)

### Singles
- Recover
- Raoul
- Monster
- Steve McQueen
- Interstate
- Run & Hide
- Cannot Be Saved

## Hitnotering
| Single met eventuele hitnotering(en) in de Nederlandse Top 40 | Datum van verschijnen | Datum van binnenkomst | Hoogste positie | Aantal weken | Opmerkingen |
| ------------------------------------------------------------- | --------------------- | --------------------- | --------------- | ------------ | ----------- |
| Monster                                                       | 2006                  | 9-12-2006             | tip             |              |             |